# Verconia haliclona
Verconia haliclona is een zeenaaktslak die behoort tot de familie van de Chromodorididae. Deze slak komt voor langs kusten van Zuidoost-Australië (New South Wales, Victoria en Tasmanië), op een diepte van 5 tot 12 meter.
De slak is roze gekleurd en heeft oranje vlekken, met een witte mantelrand. Andere kleurvariaties als geel en oranje komen ook voor. De kieuwen en de rinoforen zijn roze, maar hebben een doorzichtige basis. Ze wordt, als ze volwassen is, zo'n 12 tot 17 mm lang. Ze voeden zich met sponzen.